# Emma Lathen
Emma Lathen je amrička književnica koja je pisala za žanr kriminalističkih romana. 
Emma Lathen je pseudonim dvaju knjižavnica: Martha Henissart (diplomirala fiziku) i Mary Jane Latsis (12. srpnja 1927. – 29. listopada 1997.).
Kao Lathen, Henissart i Latsis su napisale mnoge romane s Johnom Putnamom Thatcherom, detektivu i bankaru na Wall streetu. Također su pisale pod pseudonimom R. B. Dominic, no u tim djelima detektiv je bio Benton Safford.